# Jednostka centralnego podporządkowania
Jednostka centralnego podporządkowania – w systemie organizacji sił zbrojnych jednostka wojskowa niewchodząca w skład żadnego związku operacyjnego, lecz podlegająca bezpośrednio szefowi danej instytucji centralnej Ministerstwa Obrony Narodowej (wyższa szkoła oficerska, akademia wojskowa, sanatorium, składnica itp.).